# Enbyphobie
L'enbyphobie, aussi appelée exorsexisme, est une aversion envers les personnes non-binaires qui peut se traduire par l'expression d'une hostilité à leur égard.

## Origine du terme
L'enbyphobie est un terme construit sur le même modèle que l'homophobie ou la transphobie, pour parler spécifiquement des discriminations et comportements haineux envers les personnes non-binaires. En anglais, les initiales de non-binary, NB, se prononcent enby.
L'enbyphobie est une sous-catégorie de la transphobie.

## Caractéristiques
L'enbyphobie désigne la violence systémique ou individuelle envers les personnes non-binaires. Elle peut se manifester par des violences physiques, verbales et des comportements discriminatoires, souvent empreints de mépris et de moquerie pour un genre considéré comme illégitime. Le milieu médical et les difficultés administratives à mettre un marqueur de genre neutre sur les papiers d'identité sont deux difficultés systémiques citées comme illustration de l'enbyphobie.
L'enbyphobie peut être internalisée, causant un mal-être interne en plus des difficultés liées à l'environnement de la personne qui subit les discriminations. Cela passe notamment par un manque de représentation de personnes non-binaires auxquelles s'identifier, et par l'absence d'un passing clair contrairement aux hommes trans et femmes trans.